# Церква святих верховних апостолів Петра і Павла (Залужжя)
Церква святих верховних апостолів Петра і Павла в Залужжі — парафія і храм греко-католицької громади Бережанського деканату Тернопільсько-Зборівської архієпархії Української греко-католицької церкви в селі Залужжя Тернопільського району Тернопільської области.

## Історія церкви
Парафія утворена 28 березня 1997 року. Храм збудували у 2002 році за проєктом головного архітектора Бережанського району Василя Зорика.
28 липня 2002 року храм освятив о. митрат Василій Семенюк з благословення єпископа Михаїла Сабриги.
Іконостас виготовив та розписав церкву Я. Макогін.
З моменту заснування парафія належить до УГКЦ, і греко-католики використовують храм з дня його освячення.
На території парафії встановлені фігури та хрести.

## Парохи
- священники з Бережанського храму Пресвятої Трійці (березень 1997—липень 1998),
- о. Ігор Сорокоум (з липня 1998).